# خلالة شرقية
خلالة شرقية (الاسم العلمي: Acetobacter orientalis) هي نوع من البكتيريا يتبع جنس الخلالة من الفصيلة الخلالية.